# Жолдак Богдан Олексійович
Богда́н Олексі́йович Жолда́к (13 лютого 1948, Київ — 31 жовтня 2018, Київ) — український письменник, сценарист, драматург.

## Біографічні відомості
Народився 13 лютого 1948 р. в Києві, батько — письменник Жолдак Олесь Іванович, мати — поетеса Єва Устимівна Нарубіна. Закінчив Спеціалізовану Школу № 87.
Закінчив філологічний факультет Київського Національного університету ім. Т. Шевченка (1972).
Був ведучим кількох телевізійних програм на УТ-1 та каналі «1+1» і щотижневої радіопередачі на першому каналі Національного радіо «Брехи — літературні зустрічі з Богданом Жолдаком». 2004 року взяв участь у виданні антології Страйк ілюзій, до якої увійшла його п'єса Чарований запорожець.
Працював на кіностудії «Рось» при АТ «Компанія „Рось“», викладав сценарну майстерність на кінофакультеті Київського державного інституту театрального мистецтва ім. І.Карпенка-Карого.
Був членом Національної спілки письменників України та Національної спілки кінематографістів України й об'єднання «Кінопис».

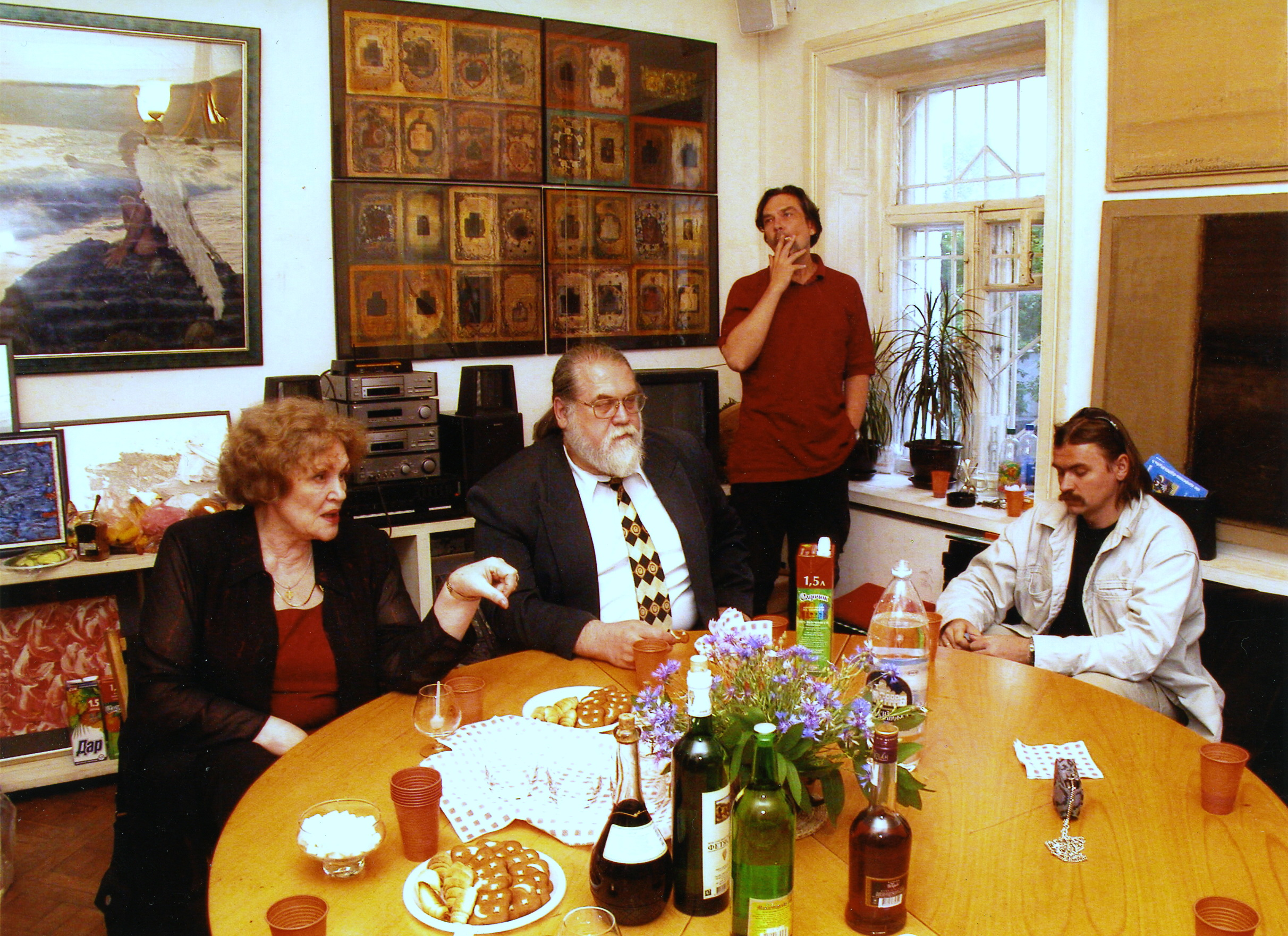
Засідання журі фестивалю «Відкрита ніч», червень 2003 року; ліворуч — Ліна Костенко, в центрі — Богдан Жолдак, стоїть — Юрій Андрухович

Помер у 70-річному віці 31 жовтня 2018 року після прочитаної для студентів лекції в Київському національному університеті театру, кіно і телебачення імені Івана Карпенка-Карого в результаті відриву тромбу. Похований на Берковецькому кладовищі.

### Родина
Дружина Ірина — викладачка музики; їхня донька Дарина Жолдак (1981—2012) — відома українська кураторка мистецьких проектів і галеристка.
Богдан Жолдак — двоюрідний брат драматурга Валерія Жолдака. і двоюрідний дядько режисера Андрія Валерійовича Жолдака.

## Творча діяльність
Як драматург створив гопак-оперу «Конотопська відьма», композитор Ігор Поклад, (Національний академічний драматичний театр імені Івана Франка, 1982), п'єси «Закоханий чорт» (Волинський український музично-драматичний театр ім. Т. Шевченка, 1986), «Глина» (1993, у співавт. з О. Чумаком).
За його сценаріями знято кінофільми «Запорожець за Дунаєм» (1986, реж. О. Суярко, студія «Укртелефільм»), «Відьма» (1990, реж. Г. Шигаєва, Кіностудія імені Олександра Довженка), «Козаки йдуть» (1991, реж. С. Омельчук), «Іван та кобила» (1992, реж. В. Фесенко; обидва — Національний культурно-виробничий центр «Рось»), «Дорога на Січ» (у співавторстві, 1994, реж. С. Омельчук, Кіностудія імені Олександра Довженка).
Один із творців літературного напрямку динамічної прози, для якої характерна стислість і насиченість сюжету, навмисне «натуральна», «приземлена» тематика з елементами фізіологізму та еротики, підвищена виразність, у якій поєднані лірика, іронія й гротеск, а також мовна імпровізаційність, що виходить за межі словникового запасу. Окремі його твори перекладено на англійську, німецьку, хорватську, японську та інші мови. Автор численних прозових творів і лауреат літературних премій.
Оптимістично дивився на потенціал українського мистецтва, своєю вірою надихав співрозмовників і студентів, які у нього навчались.

## Громадська позиція
У червні 2018 підтримав відкритий лист діячів культури, політиків і правозахисників із закликом до світових лідерів виступити на захист ув'язненого у Росії українського режисера Олега Сенцова й інших політв'язнів.
Був членом Українського ПЕН.

## Оповідання
- 1997
  - «Анатолій Марчук»
  - «Відблиски»
  - «Заручник імперіалізму»
  - «На небі»
  - «Немає»
  - «Розповідь виконроба» (опубліковане і під назвою «Розповідь прораба»)[12]
  - «Свинопас»
  - «Шшє коле бульо красте грігх»
  - «Яблука з райського саду»
- 1998
  - «Махатма-йога (Карма-сутра)»
- 2001
  - «Відблиски»

## Сценарна фільмографія
1. 1986 — «Запорожець за Дунаєм»
2. 1990 — «Відьма» за мотивами сатирико-фантастичної повісті «Конотопська відьма» Г. Квітки-Основ'яненка
3. 1991 — «Козаки йдуть»
4. 1992 — «Іван та кобила»
5. 1994 — «Дорога на Січ» (у співавторстві з Сергієм Омельчуком та Леонідом Череватенко) — за мотивами роману Спиридона Черкасенка «Пригоди молодого лицаря. Роман з козацьких часів»

## Нагороди
- Премія імені Богдана Хмельницького за краще висвітлення військової тематики у творах літератури та мистецтва за книгу «Укри» (2015)
- Премія Воїн Світла за книгу «Укри» (2016)[13].